# La hiena
La hiena es una telenovela mexicana dirigida y producida por Ernesto Alonso para la cadena Televisa, emitida entre 1973 y 1974. 
Fue protagonizada antagonicamente por la primera actriz Amparo Rivelles, junto a Ofelia Medina y Carlos Bracho, con las actuaciones antagónicas de Nelly Meden, Enrique Rocha, Atilio Marinelli y  Jorge Vargas, además de las actuaciones estelares de Gloria Marín, Martha Zavaleta y Tony Carbajal.

## Argumento
Rita Hernández es una bella y sofisticada mujer, viuda del hijo de un rico hombre de negocios, don Abelardo Solís. Con él vive su hija adoptiva Isabel, quien no se fía de Rita. Don Abelardo también tiene otro hijo, Emilio fruto de una relación con el ama de llaves de la casa, Soledad Martínez. 
Don Abelardo quiere dejar su herencia a Emilio, quien está de novio con Isabel, pero Rita, sabiendo que al quedar excluida del testamento pierde todo derecho sobre el dinero y las empresas, planifica la muerte de su suegro. Se rodea de cuatro secuaces: Jacqueline, Marcial, Raúl y Germán y hacen un "sorteo" para escoger quien se encargará de la nefasta tarea, pero la identidad de esta persona se mantiene en secreto. Todo resulta como Rita lo planeó y su siguiente paso es inculpar a Emilio de la muerte de su padre para que así ella tenga el camino libre para administrar la fortuna y las empresas a su antojo. Emilio es arrestado y condenado a la cárcel, tanto él como Isabel saben que Rita es la culpable de todo, pero no tienen pruebas para demostrarlo. En la cárcel Emilio solo piensa en cómo escapar y vengarse de Rita. Conoce a Helena Montero, quien es la hermana del director de la prisión, el capitán Pedro Montero. Helena se enamora de Emilio y finalmente lo ayuda a escapar, pero en la huida ella pierde la vida y él es dado por muerto, pero Emilio sobrevive y vuelve a la Ciudad de México con otra identidad, la de un millonario hindú. Emilio comienza su venganza acercándose a Rita con su nueva identidad, y ella cae en la trampa pues además de no reconocerlo se enamora de él. Al final se conoce que la "suerte" de matar a Abelardo Solis le tocó a Raúl Carbajal.

## Elenco
- Amparo Rivelles† - Rita Hernández vda. de Solís "La Hiena"
- Ofelia Medina - Isabel Solís
- Carlos Bracho - Emilio Solís Martínez
- Tony Carbajal† - Don Abelardo Solís
- Gloria Marín† - Soledad Martínez
- Nelly Meden† - Jacqueline Almeida
- Enrique Rocha - Marcial García
- Atilio Marinelli† - Raúl Carbajal
- Jorge Vargas† - Germán Rivas
- José Carlos Ruiz - Don Ricardo
- Kiki Herrera Calles - Helena Montero
- José Antonio Ferral† - Javier
- Oscar Morelli† - Capitán Pedro Montero
- Mario Casillas - Teniente Bandera
- Martha Zavaleta - Anabella
- Manuel Rivera - Lic. Camargo
- Alfonso Mejía - César
- Alberto Inzúa† - Lic. Fermín Mendoza
- July Furlong - Rosaura
- Héctor Flores - Tony
- Sergio Barrios - Capitán Bernard
- Socorro Avelar† - Socorro
- Leonor Llausás† - Sacra
- Sergio Jiménez† - Osmín
- Susana Dosamantes - Dayanara
- Arsenio Campos - Roberto
- Milton Rodríguez - Gerson Dutra
- Juan Ángel Martínez - Sada